# Ruth Buscombe
Ruth Buscombe, född 22 december 1989, är en brittisk ingenjör som var senast chef för tävlingsstrategi för det schweiziska Formel 1-stallet Alfa Romeo F1.
Hon avlade en master i ingenjörsvetenskap med inriktning på rymdfart och aerotermisk energi vid universitetet i Cambridge. Efter studierna började Buscombe år 2012 att arbeta för det italienska F1-stallet Scuderia Ferrari med utgångspunkt vid stallets huvudkontor i Maranello. Hon arbetade först som utvecklingsingenjör för simuleringar. Två år senare blev Buscombe tävlingstrateg på distans och ansvarade först för Felipe Massa och sen Kimi Räikkönen när de körde F1-tävlingar världen över. År 2015 lämnade hon Ferrari och flyttade över till det amerikanska F1-stallet Haas F1 Team, för att arbeta som ingenjör rörande strategifrågor på plats vid F1-tävlingar. Buscombe var dock kortvarig hos Haas och flyttade året därpå till det schweiziska F1-stallet Sauber för liknande arbetssysslor. År 2019 blev Sauber Alfa Romeo Racing och hon följde med till det nya stallet och blev senare chef för tävlingsstrategi.